# Balla per me
Balla per me è un singolo del cantautore italiano Tiziano Ferro, pubblicato il 5 giugno 2020 come quinto estratto dal settimo album in studio Accetto miracoli.

## Descrizione
Terza traccia dell'album, il brano ha visto la partecipazione vocale del cantautore italiano Jovanotti e la produzione di Timbaland, Angel Lopez e Federico Vindver. La canzone è stata anche adattata in lingua spagnola da Diego Galindo Martínez, con il titolo Bailame a mí, ma non estratta come singolo dell'album Acepto milagros.
 

In un'intervista rilasciata a Fanpage.it Ferro ha spiegato il significato del brano e la scelta di collaborare:

## Video musicale
Il videoclip, diretto da Marco Gentile e Giorgio Testi, è stato pubblicato il 22 giugno 2020 attraverso il canale YouTube dell'artista. È stato girato interamente nel corso della pandemia di COVID-19, durante la quale Tiziano era a Los Angeles e Jovanotti a Cortona. All'inizio della clip Ferro ascolta alcune hit di Jovanotti (La mia moto, Serenata rap, Oh, vita!, Fango, Il più grande spettacolo dopo il Big Bang, Mezzogiorno, A te, (Tanto)³ e L'ombelico del mondo).

## Formazione
Musicisti
- Tiziano Ferro – voce, arrangiamenti vocali
- Jovanotti – voce
- Timbaland – tastiera, programmazione
- Angel Lopez – tastiera, programmazione
- Federico Vindver – tastiera, programmazione
- Marco Sonzini – chitarra

Produzione
- Timbaland – produzione
- Angel Lopez – produzione
- Federico Vindver – produzione
- Fabrizio Giannini – produzione esecutiva
- David Rodriguez – ingegneria del suono
- Dave Poler – ingegneria del suono
- Pino "Pinaxa" Pischetola – ingegneria del suono, missaggio
- Marco Sonzini – registrazione voce
- Antonio Baglio – mastering

## Successo commerciale
Balla per me ha ottenuto un discreto successo in Italia, debuttando nella top 40 della Top Singoli. Al termine dell'anno è risultato essere il 56º brano più trasmesso dalle radio.

## Classifiche

### Classifiche settimanali
| Classifica (2020) | Posizione massima |
| ----------------- | ----------------- |
| Italia            | 36                |

### Classifiche di fine anno
| Classifica (2020) | Posizione |
| ----------------- | --------- |
| Italia            | 89        |